# سزاریوس هیشترباخ
سزاریوس هیشترباخ (آلمانی: Caesarius of Heisterbach; ۱ ژانویهٔ ۱۱۸۰ – ۱ ژانویهٔ ۱۲۴۰) نویسنده اهل آلمان بود که کتاب dialogus miraculorum اثر اوست.